# 소니 엑스페리아 X 퍼포먼스

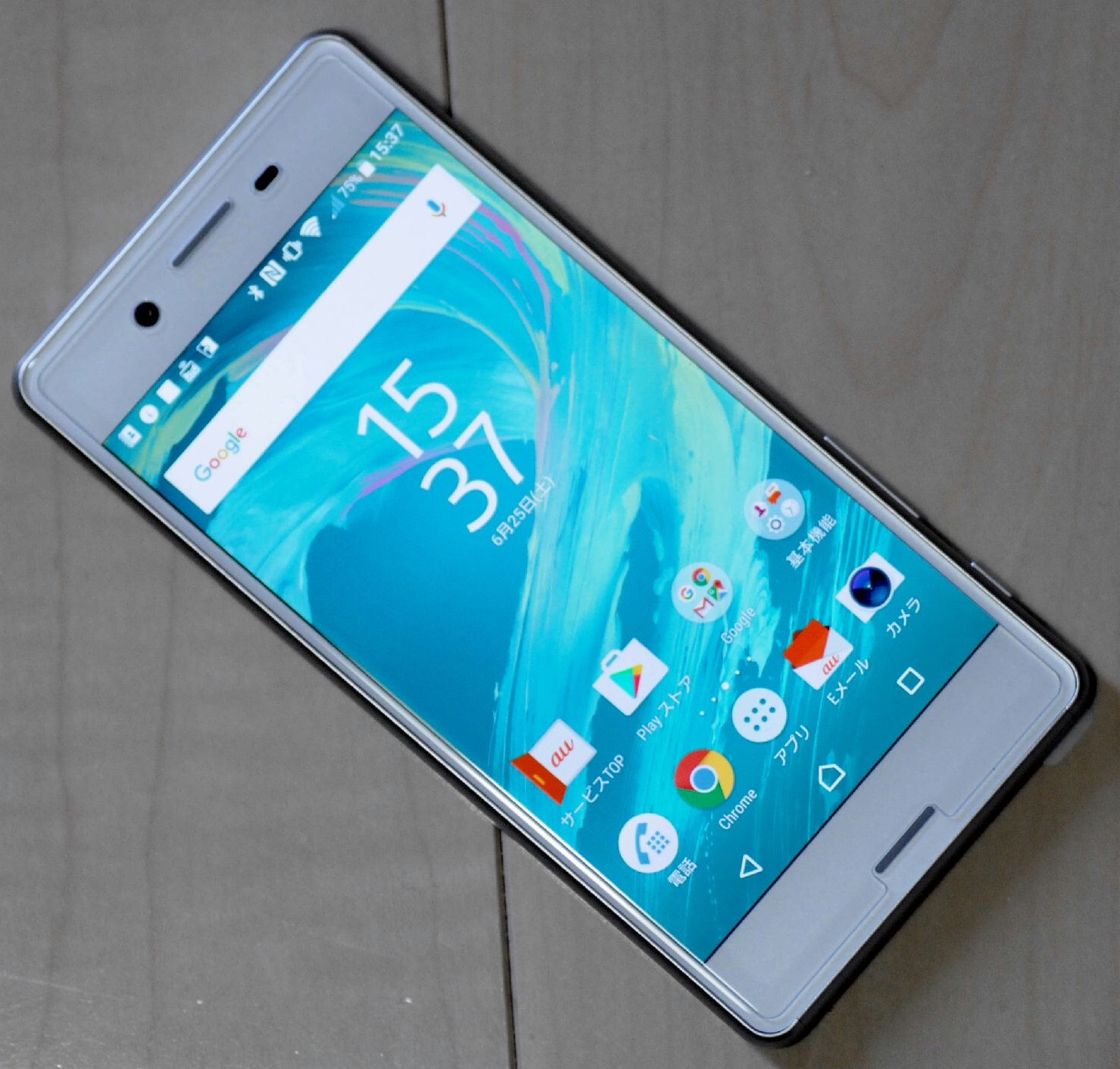
소니 엑스페리아 X 퍼포먼스

소니 엑스페리아 X 퍼포먼스(Sony Xperia X Performance)는 소니에서 생산한 안드로이드스마트폰이다. Sony Xperia X 시리즈의 일부인 이 장치는 2016년 2월 22일 MWC 2016에서 소니 엑스페리아 XA 및 소니 엑스페리아 X와 함께 공개되었다. 2016년 상반기 소니의 주력 스마트폰이었다.

## 사양

### 하드웨어
이 장치는 13cm(5.0인치) 1080p 화면을 갖추고 있으며 64비트 2.0GHz 쿼드 코어 퀄컴 스냅드래곤 820 MSM8996 64비트 시스템 온 칩(3GB RAM)도 갖추고 있다. 또한 이 장치에는 최대 200GB까지 확장 가능한 마이크로SD 카드를 갖춘 32GB 및 64GB 내부 저장 장치가 있으며 고정식 2700mAh 배터리가 포함되어 있다.
엑스페리아 X 퍼포먼스의 후면 카메라는 센서 크기가 1/2.3인치이고 조리개가 f/2.0인 2300만 화소이며, 빠른 실행 기능을 갖춘 소니 엑스모어 RS 이미지 센서와 위상차 검출 자동 초점을 활용하는 하이브리드 자동 초점 기능도 갖추고 있다. 0.03초 이내에 물체에 초점을 맞춘다. 또한 이 장치는 IP 등급 65 및 68의 방수 및 방진 기능을 갖추고 있으며 지문 센서도 갖추고 있다. 미국 모델에는 상자에 무료 큐노보 퀵 차지(Qnovo Quick Charge) 2.0 충전기가 포함된다. 소니 모바일이 미국 스마트폰 고객을 위해 추가 기능을 포함시킨 것은 이번이 처음이다.

### 소프트웨어
엑스페리아 X 퍼포먼스에는 소니의 맞춤형 인터페이스와 소프트웨어가 포함된 안드로이드 6.0.1 마시멜로가 사전 설치되어 있다. 2016년 8월 23일, 소니는 엑스페리아 X 퍼포먼스가 안드로이드 7.0 누가로 업그레이드될 것이라고 발표했다.
2016년 11월 29일, 엑스페리아 X 퍼포먼스용 안드로이드 7.0 누가 업데이트가 공식적으로 출시되었다. 안드로이드 7.1.1에 대한 업데이트가 2017년 4월에 출시되었다.
2017년 11월 27일 안드로이드 8.0 오레오가 빌드 번호 41.3.A.0.401을 통해 소니 엑스페리아 X 퍼포먼스용으로 업그레이드 되었다.

## 출시일
소니 엑스페리아 X 퍼포먼스는 2016년 6월 15일 대만에서 시장에 데뷔했다.